# Georg Rothgießer

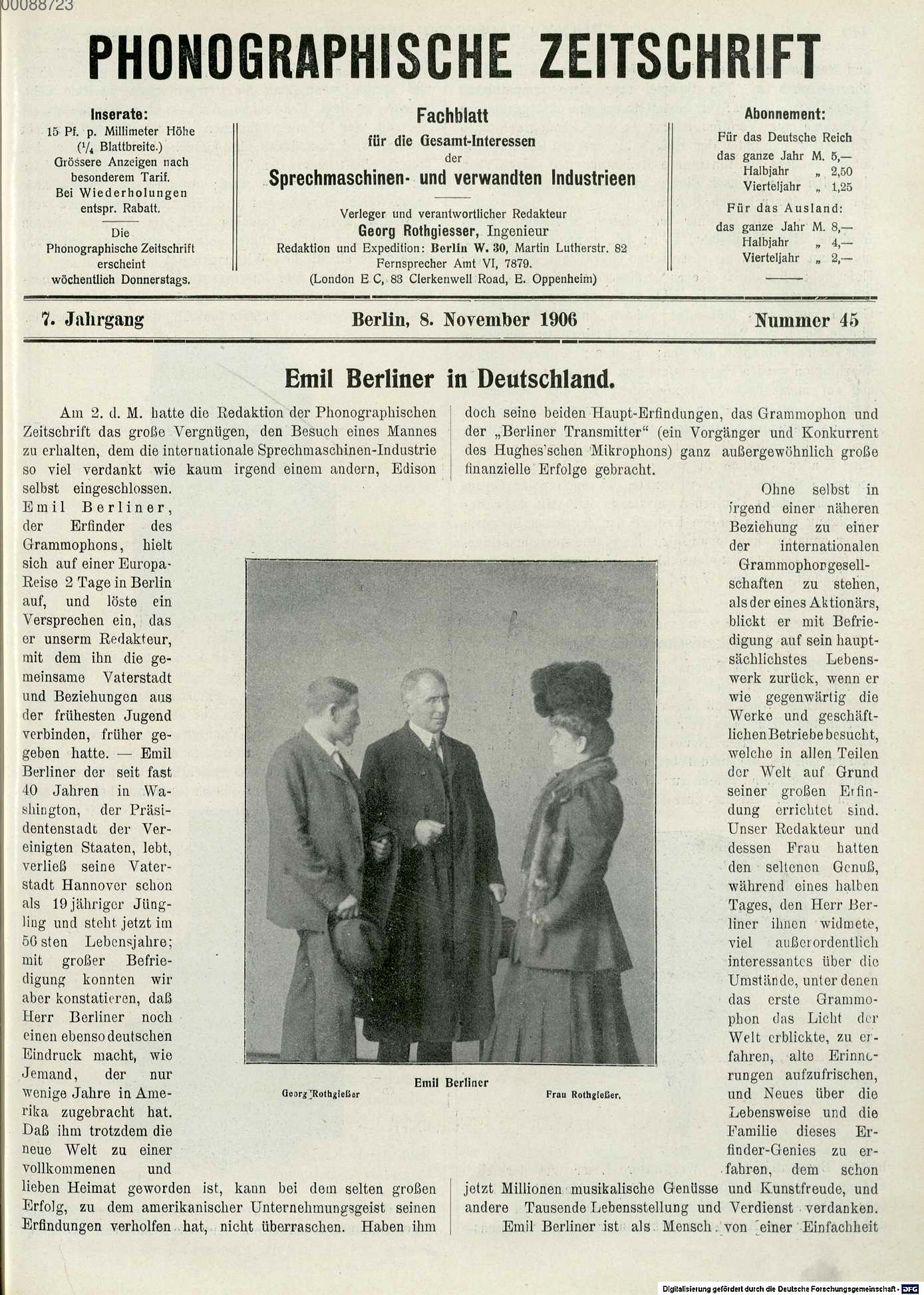
„Emil Berliner in Deutschland“ titelte die Phonographische Zeitschrift am 8. November 1906. Das Foto zeigt Berliner mit dem Ingenieur, Verleger und verantwortlichen Redakteur Georg Rothgießer sowie „Frau Rothgießer“ in Berlin in der damaligen „Martin Lutherstr. 82“

Georg Rothgießer (auch: Georg Isaias Rothgiesser, * 26. Dezember 1858 in Hannover; gestorben 1943 im Ghetto Theresienstadt) war ein deutscher Ingenieur, Verleger, Grundstücksmakler und vielseitiger jüdischer Technikpionier.

## Leben

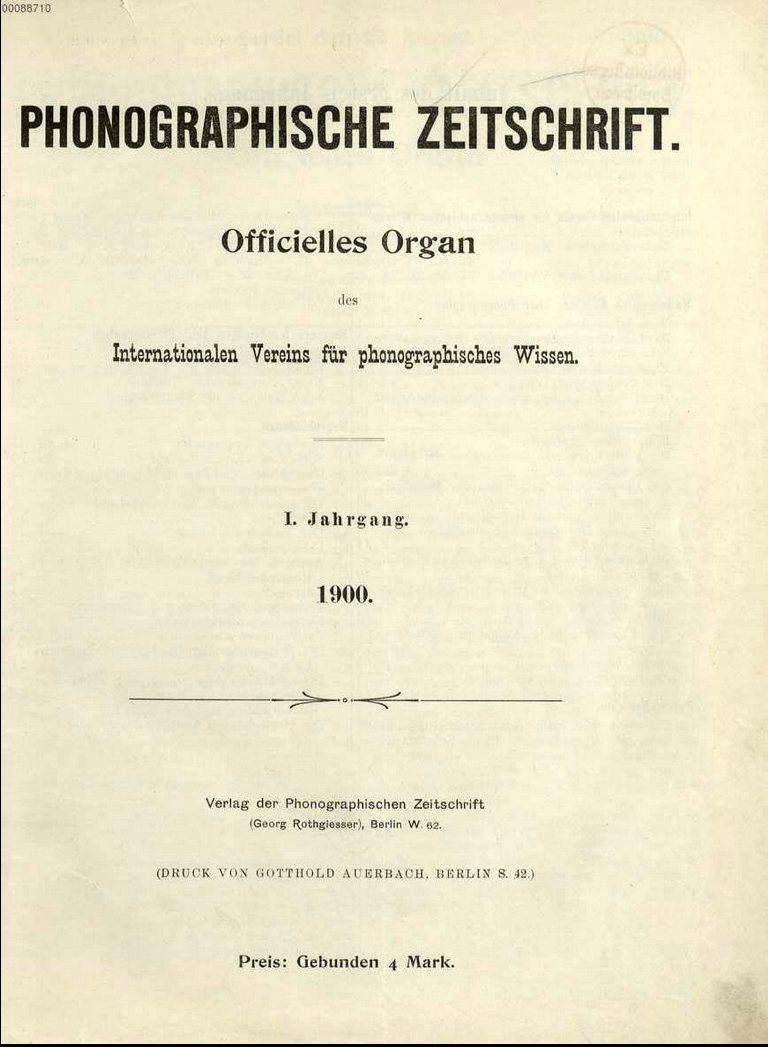
Innentitel der gebundenen Erstausgabe der Phonographischen Zeitschrift von 1900 mit alleiniger Angabe von Georg „Rothgiesser“ („ss“) als Verleger

Um 1879 erfand Georg Rothgießer in Hannover eine Flaschenfüllvorrichtung, die sich durch Einfachheit und Zweckmäßigkeit auszeichnet. Um 1881 erhielt er ein Patent für eine Glaskuppel, welche beim Abbrennen der Kerze sich senkt.
Von 1881 bis 1888 lebte Rothgießer in Bielefeld. Hier war er zunächst Handlungsgehilfe bei den Dürkopp-Werken. Er war Gründungsmitglied des 1882 aus der Taufe gehobenen Bielefelder Velocipid-Clubs. 1883 wurde er Mitbegründer der Fabrik für Radfahrbedarfsartikel Richard Nagel & Co. Er beteiligte sich auch am Aufbau einer Radrennbahn und siegte selbst bei Hochrad-Rennen. 1886 wurde Rothgießer erster Redakteur der noch heute in Bielefeld erscheinenden Fachzeitschrift Rad-Markt. Im gleichen Jahr erfand er ein sattelgesteuertes Fahrrad.
1887 heiratete Georg Rothgießer Anna Stern.
1896 stellte Rothgießer in Düsseldorf durch Komprimieren von Leuchtgas mit Hilfe des Druckwassers einer Wasserleitung Pressgas her, mit dem er bei doppelten Glühstrümpfen Helligkeiten von 600 Kerzen erhielt. Ende 1904 gründete er mit seinem Bruder Heinrich in Berlin, Rossstr. 6, den Verlag Nec sinit Gesellschaft für Technik mbH. Heinrich Rothgießer betrieb auch mit Karl E. Diesing (Berlin, Ritterstr. 72) den Verlag Rothgiesser & Diesing A.-G., der unter anderem von 1902 bis 1938 die Phonographische Zeitschrift (Fachblatt für den Schallplatten- und Sprechmaschinenhandel) herausgab, und für die Georg als Journalist tätig war. Als solcher war er 1929 auf dem 25-jährigen Firmenjubiläum der AG von Carl Lindström.
Um 1906 erhielt Rothgießer ein Patent (Patent-Nr. 161 112) auf seine Vorrichtung zur Regelung des Ganges des Motors bei Motorfahrrädern. Um 1908 entwickelte er ein „Verfahren zur Herstellung von durchscheinenden, farbigen Photographien nach Negativen, welche mittels Farbraster hergestellt sind“.
Der Industrielle Karl Lanz hatte am 15. April 1908 den nach ihm benannten Lanz-Preis der Lüfte in Höhe von 40.000 Goldmark ausgeschrieben. Der spätere Gewinner Hans Grade hatte im Spätsommer 1909 seinen Eindecker Libelle fertiggestellt, aber sein Übungsgelände war zu klein. Rothgießer, der in Bork (heute Borkheide) ein Grundstück erworben hatte, stellte sich ihm als Grundstücksmakler vor und versprach, auf einem 50 Hektar großen Platz ein Flugfeld einzurichten. Bereits drei Tage später, am 17. August, begann Hans Grade mit seinen ersten Flugversuchen auf dem Marsfeld. Es erstreckte sich von der Neuendorfer Straße bis zum Friedhof über eine Länge von 1050 m und einer Breite von 500 m. Durch die Einrichtung eines Flugplatzes wollte Rothgießer Berliner anlocken, um seine Waldgrundstücke zu verkaufen.
Seine Tochter Gertrud Berta Rothgießer (geb. 21. März 1888 in Bielefeld; gest. Oktober 1944 in Auschwitz) studierte zunächst Physik und Mathematik in Berlin und Freiburg und wurde 1913 bei Franz Himstedt mit einer Arbeit zur Ionenbeweglichkeit in Gasen promoviert. Später studierte sie Medizin und wurde 1920 approbiert. Sie wurde Kinderärztin und hatte ihre erste Praxis in der elterlichen Wohnung in der Martin-Luther-Straße 91. Nachdem er 1926 seine Nec sinit Gesellschaft für Technik mbH verkauft hatte, kaufte er ihr ein Haus in der 1920–28 entstandenen Siedlung Gartenstadt Neu-Tempelhof in der Paradestraße 35. Ihre politischen
Überzeugungen kamen 1928 in der Mitgliedschaft im „Verein sozialistischer Ärzte“ zum Ausdruck. Nachdem man ihr im Januar 1933 die Scheiben eingeschlagen und die Mauern mit Hakenkreuzen beschmiert hatte, emigrierte sie in die Tschechoslowakei und errichtete ihr Kinderheim in Marienbad. Als die deutschen Truppen dort 1939 einmarschierten, flüchtete sie nach Prag, wurde aber 1941 nach Theresienstadt deportiert und im Oktober 1944 in Auschwitz ermordet, kurz bevor dort im November die Vergasungen eingestellt wurden.

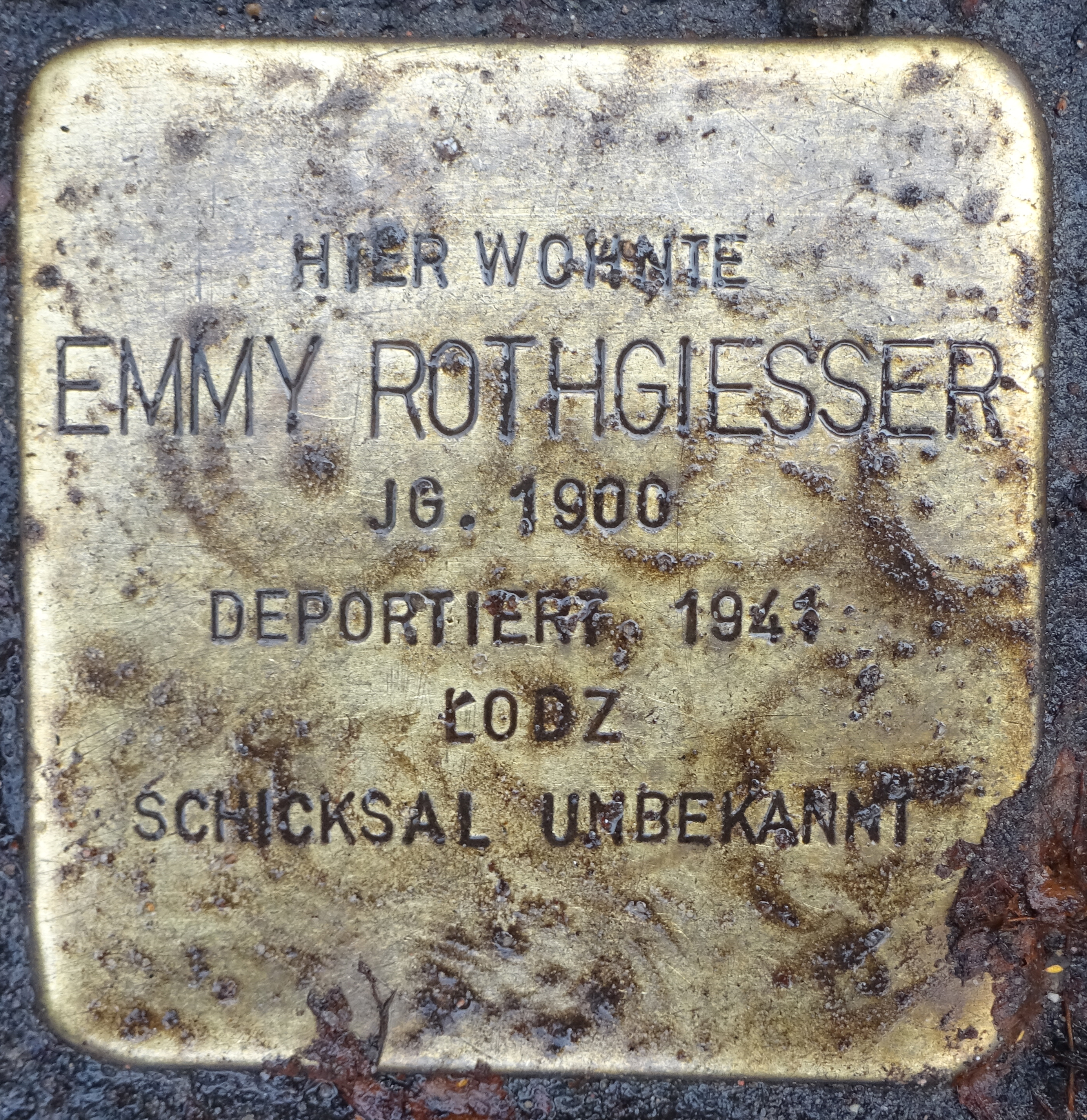
Stolperstein für Rothgiessers Nichte Emmy in Hamburg-Hohenfelde, Graumannsweg 48

1942 wurde Georg Rothgießer, ebenso wie seine Gattin und das zweite Kind, aus Berlin deportiert.
Für Emmy, eine Nichte von Georg Rothgießer, wurde vor dem Haus Graumannsweg 48 in Hamburg-Hohenfelde ein Stolperstein verlegt.
Am 8. September 2023 wurde für seine Tochter Gertrud an ihrem ehemaligen Wohnort, Berlin-Tempelhof, Paradestraße 35, eine Berliner Gedenktafel enthüllt.

## Veröffentlichungen
- Der Einfluss weisser Wände auf die Beleuchtung. In Gesundh.-Ingenieur, 1900; Hygienische Rundschau, Berlin, 1901
- Eine Automobilfahrt in die Zukunft; 1905
- Mensch und Materie: Grundzüge der Kapitalwissenschaft; 1908
- Staatsbankerott?: Heraus aus dem Sumpf ohne Staatsbankerott!; 1919
- Artikel zu Emil Berliner; G. Rothgießer. In: Phonographische Zeitschrift 30, 1929, S. 1218